# 艾克拜尔·吾甫尔
艾克拜尔·吾甫尔（1959年1月—），维吾尔族，新疆阿克苏人，中华人民共和国官员。

## 生平
1975年8月至1978年9月，在新疆维吾尔自治区阿克苏县依杆其公社接受贫下中农再教育。1978年9月至1981年7月，在阿克苏地区师范学校汉语专业学习。1981年7月至1985年9月，任中共阿克苏县委办公室翻译。1985年9月至1987年7月，在中央民族学院民语翻译专业学习。1987年7月至1988年8月，任中共阿克苏市委办公室翻译。
1988年8月至1993年3月，任中共阿克苏市委办公室副主任兼市委机关党委书记。1993年3月至1995年9月，任中共阿克苏市委副书记。其间，1993年9月至1994年1月在天津大学经济管理系新疆班学习。1995年9月至1996年1月，任中共温宿县委常委、副县长、代理县长。其间，1995年5月至11月在山东省中共招远县委挂职任副书记。1996年1月至1997年9月，任中共温宿县委常委、县长。1997年9月至1999年12月，任中共温宿县委副书记、县长。其间，1998年9月至1999年7月在中央党校新疆班学习。
1999年12月至2000年11月，任中共阿克苏市委副书记、市长。2000年11月至2003年3月，任中共阿克苏地委委员。其间，1998年9月至2001年7月，在中央党校研究生院经济学专业在职研究生班学习，获得中央党校研究生学历。2003年3月至2005年2月，任中共阿克苏地委副书记。2005年2月至2012年3月，任中共喀什地委副书记、行署专员。
2008年起，担任第十一届全国人民代表大会新疆地区代表。
2012年3月，任新疆维吾尔自治区人民政府副秘书长、政府办公厅党组成员，免去其中共喀什地委副书记、行署专员职务。2013年3月至2017年1月，任新疆维吾尔自治区农业厅党组副书记、厅长。2017年1月退休。
2019年8月，艾克拜尔·吾甫尔涉嫌严重违纪违法，接受新疆維吾爾自治区纪委监委纪律审查和监察调查。